# Scorpaenidae
Famille
Les Scorpaenidés (Scorpaenidae) forment une famille de poissons  comprenant les Poissons scorpions ou Rascasses. Ce sont des poissons aux rayons venimeux.

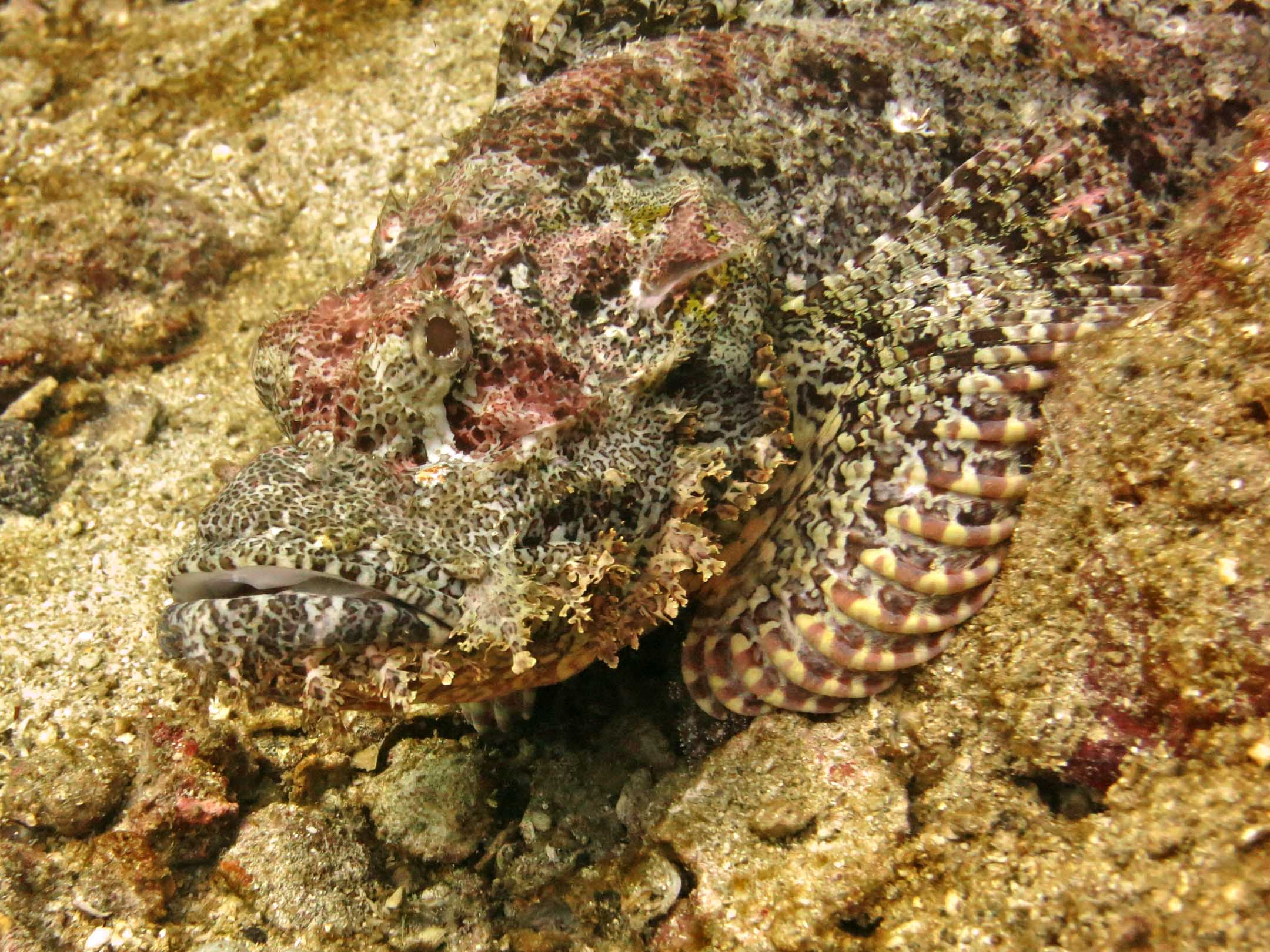
Poisson scorpion ou Rascasse, parc national de Ko Lanta, Thaïlande

## Liste des genres

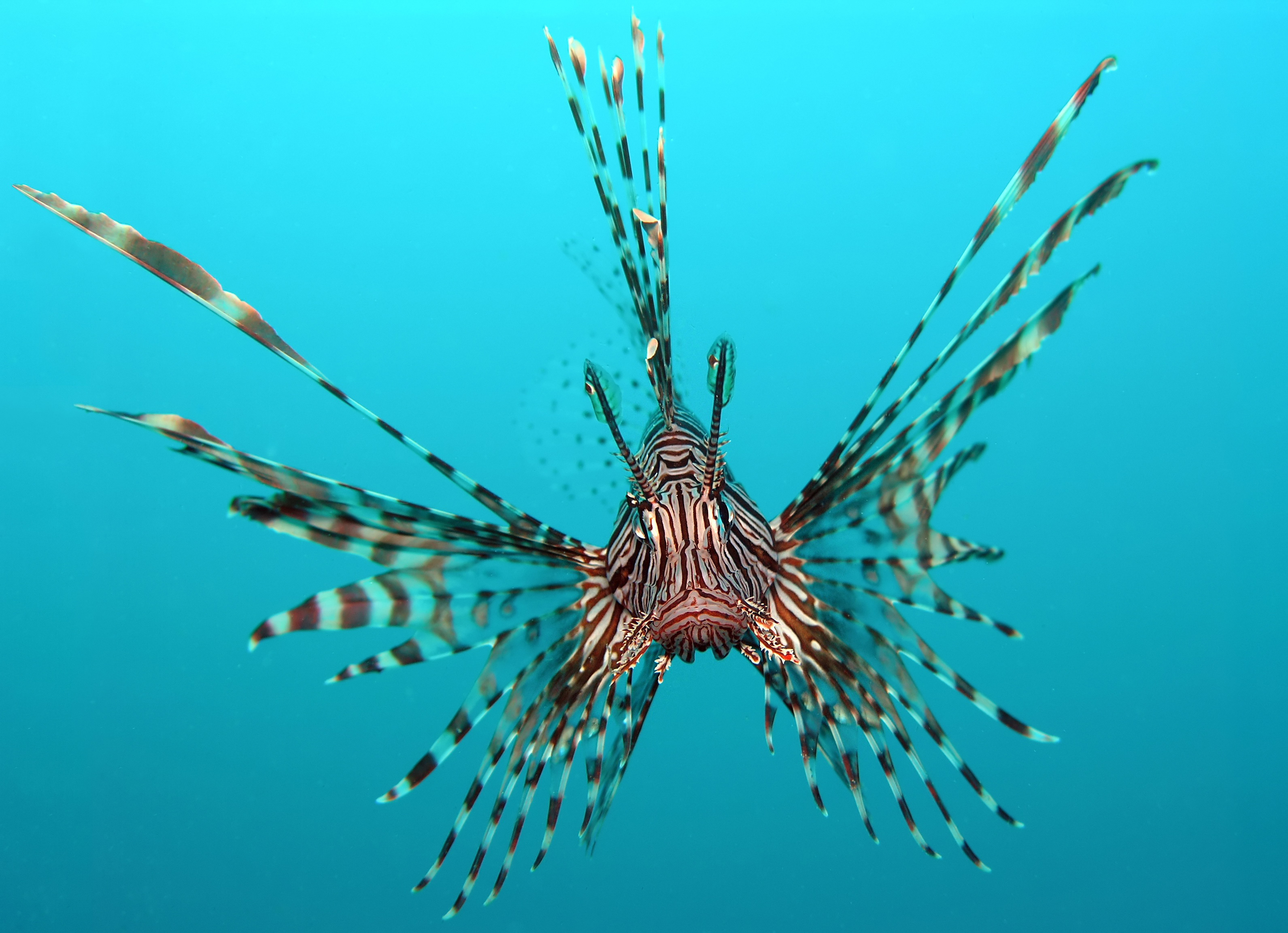
Pterois volitans.

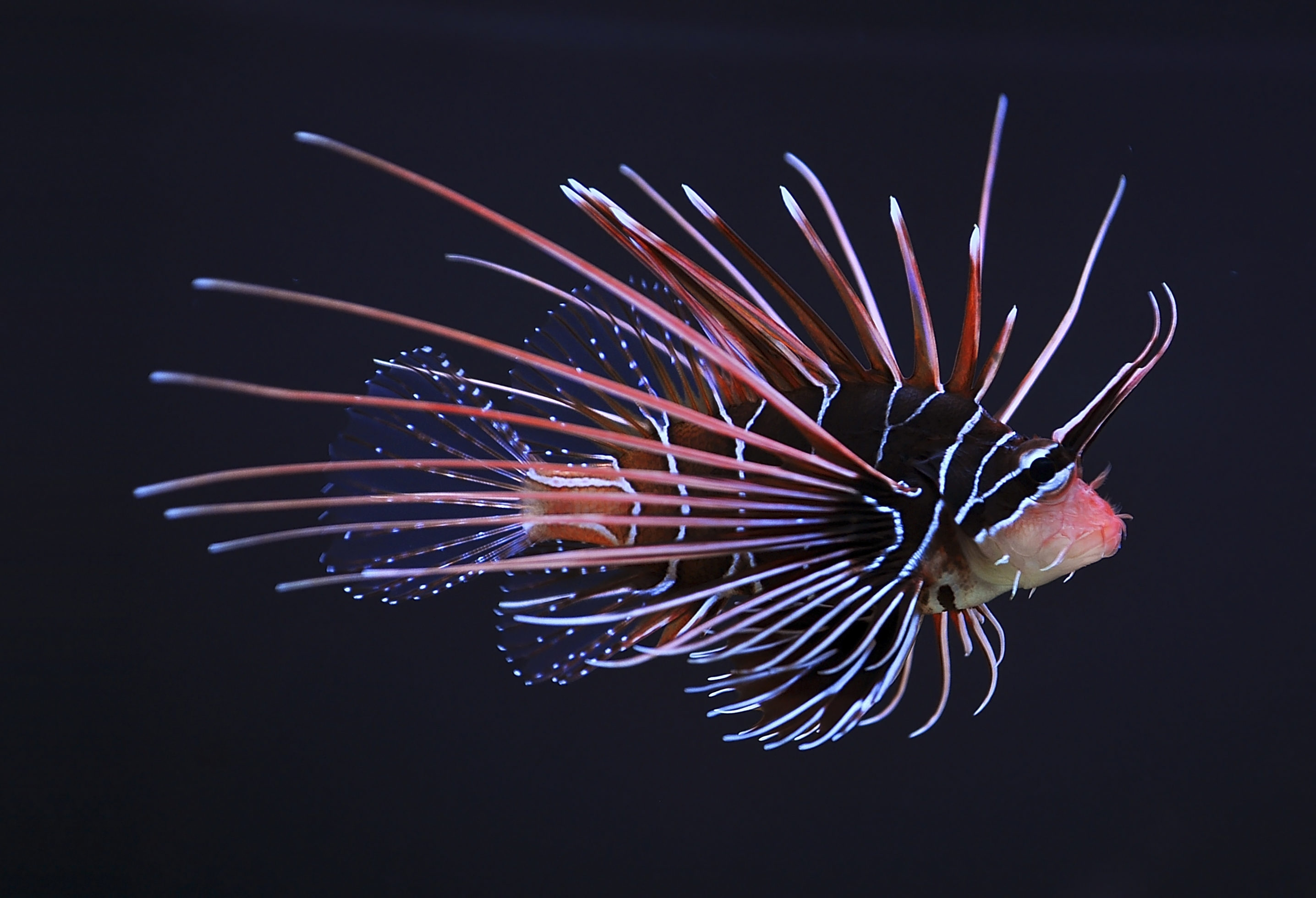
Rascasse volante étoilée (Pterois radiata).

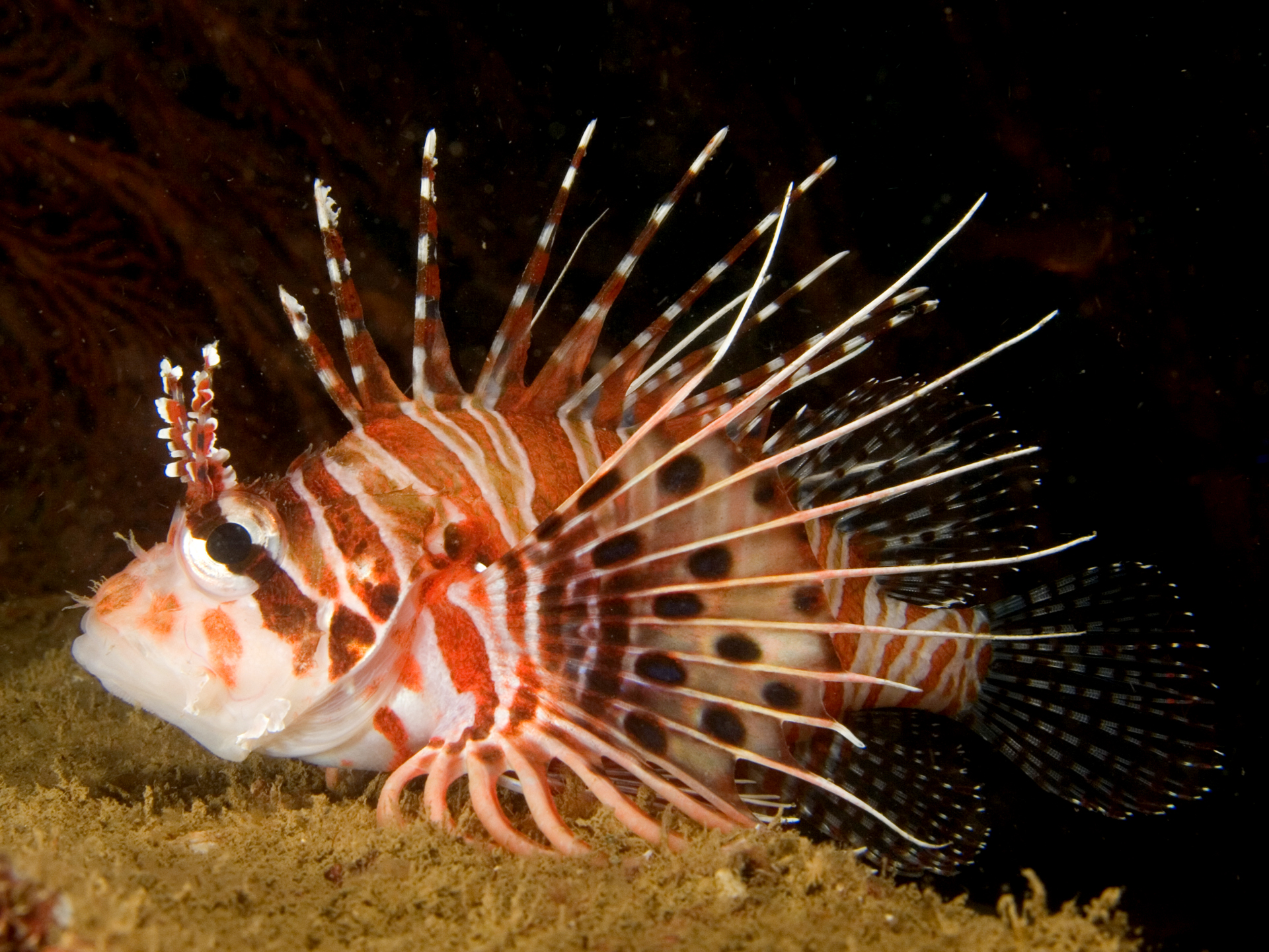
Poisson diable (Pterois antennata).

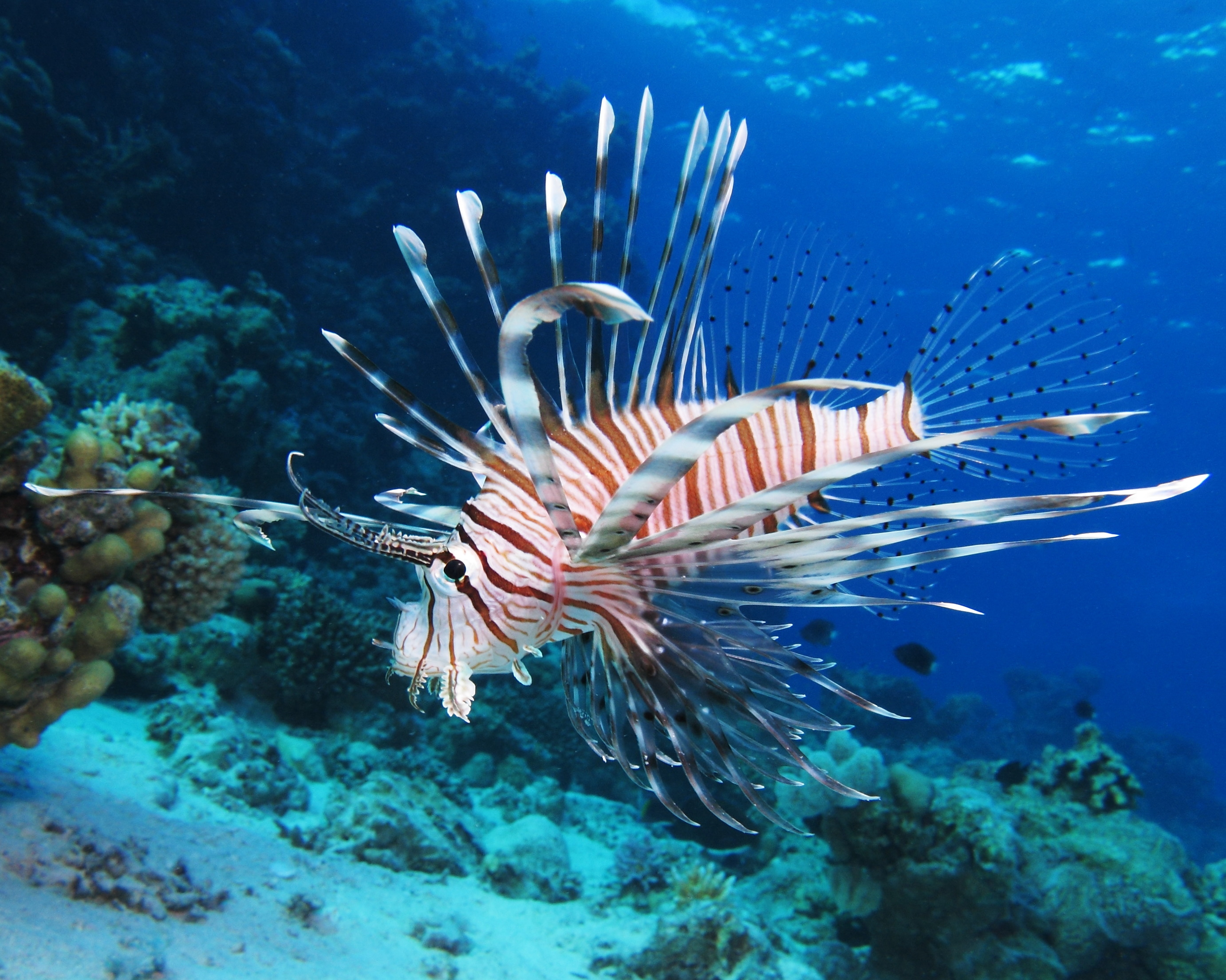
Rascasse volante (Pterois miles).

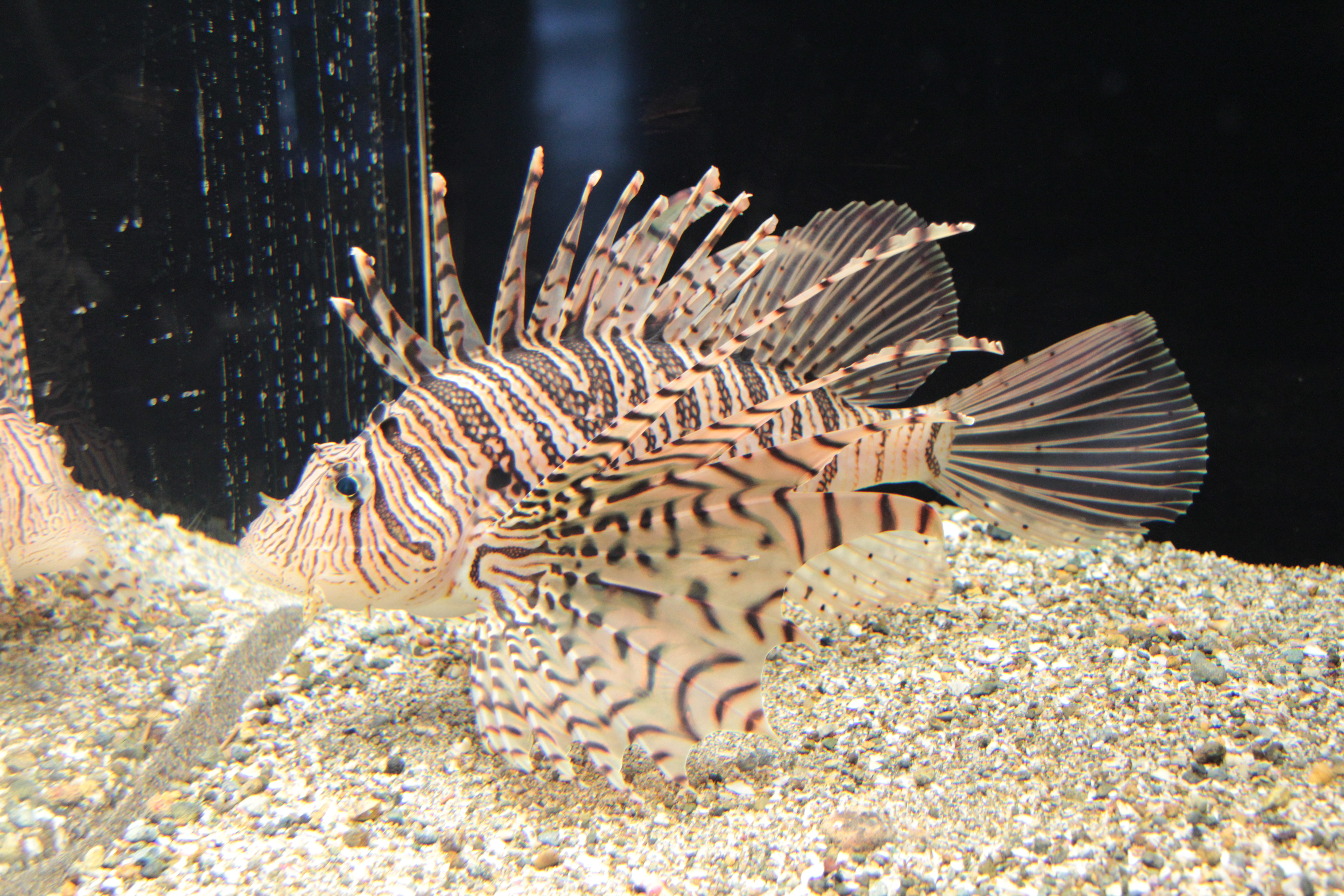
Poisson scorpion (Pterois lunulata)

Bien que cette famille soit reconnue autant par ITIS que FishBase, FishBase (suivi par WoRMS) redistribue de nombreux genres d'ITIS (et notamment les poissons-pierre) dans d'autres familles : Apistidae, Aploactinidae, Neosebastidae, Sebastidae, Setarchidae, Synanceiidae, Tetrarogidae.
| Selon World Register of Marine Species (27 février 2014) et FishBase (27 février 2014) : - sous-famille Caracanthinae Gill, 1885 - genre Caracanthus Krøyer, 1845 - sous-famille Pteroinae Kaup, 1873 - genre Brachypterois Fowler, 1938 - genre Dendrochirus Swainson, 1839 - genre Ebosia Jordan and Starks, 1904 - genre Parapterois Bleeker, 1876 - genre Pterois Oken, 1817 - sous-famille Scorpaeninae Risso, 1827 - genre Hipposcorpaena Fowler, 1938 - genre Hoplosebastes Schmidt, 1929 - genre Idiastion Eschmeyer, 1965 - genre Iracundus Jordan & Evermann, 1903 - genre Neomerinthe Fowler, 1935 - genre Neoscorpaena Mandrytsa, 2001 - genre Parascorpaena Bleeker, 1876 - genre Phenacoscorpius Fowler, 1938 - genre Pogonoscorpius Regan, 1908 - genre Pontinus Poey, 1860 - genre Pteroidichthys Bleeker, 1856 - genre Pteropelor Fowler, 1938 - genre Rhinopias Gill, 1905 - genre Scorpaena Linnaeus, 1758 - genre Scorpaenodes Bleeker, 1857 - genre Scorpaenopsis Heckel, 1840 - genre Sebastapistes Gill, 1877 - genre Taenianotus Lacepède, 1802 - genre Ursinoscorpaenopsis Nakabo et Yamada, 1996 | Selon ITIS (27 février 2014) : - Ablabys Kaup, 1873 (Tetrarogidae pour FishBase) - Adelosebastes Eschmeyer, Abe et Nakano, 1979 (Sebastidae pour FishBase) - Apistops Ogilby, 1911 (Apistidae pour FishBase) - Apistus Cuvier in Cuvier et Valenciennes, 1829 (Apistidae pour FishBase) - Aploactis Temminck et Schlegel, 1843 (Aploactinidae pour FishBase) - Brachypterois Fowler, 1938 - Centropogon Günther, 1860 (Tetrarogidae pour FishBase) - Cheroscorpaena Mees, 1964 (Apistidae pour FishBase) - Choridactylus Richardson, 1848 (Synanceiidae pour FishBase) - Cottapistus Bleeker, 1876 (Tetrarogidae pour FishBase) - Dampierosa Whitley, 1932 (Synanceiidae pour FishBase) - Dendrochirus Swainson, 1839 - Ebosia Jordan and Starks, 1904 - Ectreposebastes Garman, 1899 (Setarchidae pour FishBase) - Erosa Swainson, 1839 (Synanceiidae pour FishBase) - Glyptauchen Günther, 1860 (Tetrarogidae pour FishBase) - Gymnapistes Swainson, 1839 (Tetrarogidae pour FishBase) - Helicolenus Goode et Bean, 1896 (Sebastidae pour FishBase) - Hipposcorpaena Fowler, 1938 ( H. filamentosa est nommée Rhinopias filamentosus par FishBase) - Hoplosebastes Schmidt, 1929 - Hozukius Matsubara, 1934 (Sebastidae pour FishBase) - Idiastion Eschmeyer, 1965 - Inimicus Jordan et Starks, 1904 (Synanceiidae pour FishBase) - Iracundus Jordan et Evermann, 1903 - Leptosynanceia Bleeker, 1874 (Synanceiidae pour FishBase) - Liocranium Ogilby, 1903 (Tetrarogidae pour FishBase) - Lioscorpius Günther, 1880 (Setarchidae pour FishBase) - Maxillicosta Whitley, 1935 (Neosebastidae pour FishBase) - Minous Cuvier in Cuvier et Valenciennes, 1829 (Synanceiidae pour FishBase) - Neocentropogon Matsubara, 1943 (Tetrarogidae pour FishBase) - Neomerinthe Fowler, 1935 - Neoscorpaena Mandrytsa, 2001 - Neosebastes Guichenot, 1867 (Neosebastidae pour FishBase) - Neovespicula Mandrytsa, 2001 (Tetrarogidae pour FishBase) - Notesthes Ogilby, 1903 (Tetrarogidae pour FishBase) - Ocosia Jordan et Starks, 1904 (Tetrarogidae pour FishBase) - Paracentropogon Bleeker, 1876 (Tetrarogidae pour FishBase) - Parapterois Bleeker, 1876 - Parascorpaena Bleeker, 1876 - Phenacoscorpius Fowler, 1938 - Plectrogenium Gilbert, 1905 (Plectrogenidae pour FishBase) - Pogonoscorpius Regan, 1908 - Pontinus Poey, 1860 - Pseudosynanceia Day, 1875 (Synanceiidae pour FishBase) - Pseudovespicula Mandrytsa, 2001 (Tetrarogidae pour FishBase) - Pteroidichthys Bleeker, 1856 - Pterois Oken, 1817 - Pteropelor Fowler, 1938 - Rhinopias Gill, 1905 - Richardsonichthys Smith, 1958 (Tetrarogidae pour FishBase) - Scorpaena Linnaeus, 1758 - Scorpaenodes Bleeker, 1857 - Scorpaenopsella Fowler, 1938 - Scorpaenopsis Heckel, 1837 - Sebastapistes Gill in Streets, 1877 - Sebastes Cuvier, 1829 (Sebastidae pour FishBase) - Sebastiscus Jordan et Starks, 1904 (Sebastidae pour FishBase) - Sebastolobus Gill, 1881 (Sebastidae pour FishBase) - Setarches Johnson, 1862 (Setarchidae pour FishBase) - Snyderina Jordan et Starks, 1901 (Tetrarogidae pour FishBase) - Synanceia Bloch et Schneider, 1801 (Synanceiidae pour FishBase) - Taenianotus Lacepède, 1802 - Tetraroge Günther, 1860 (Tetrarogidae pour FishBase) - Thysanichthys Jordan et Starks, 1904 - Trachicephalus Swainson, 1839 (Synanceiidae pour FishBase) - Trachyscorpia Ginsburg, 1953 (Sebastidae pour FishBase) - Ursinoscorpaenopsis Nakabo et Yamada, 1996 - Vespicula Jordan et Richardson, 1910 (Tetrarogidae pour FishBase) |

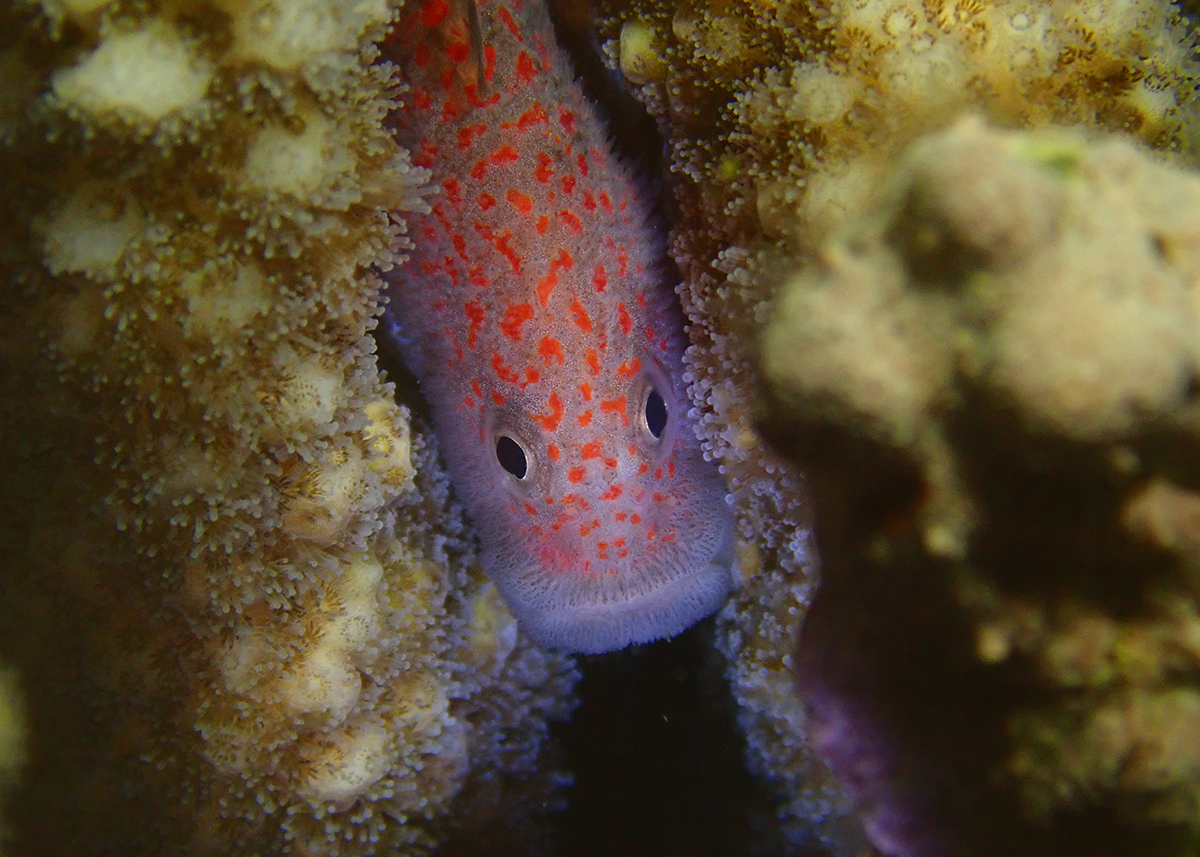
Caracanthus madagascariensis
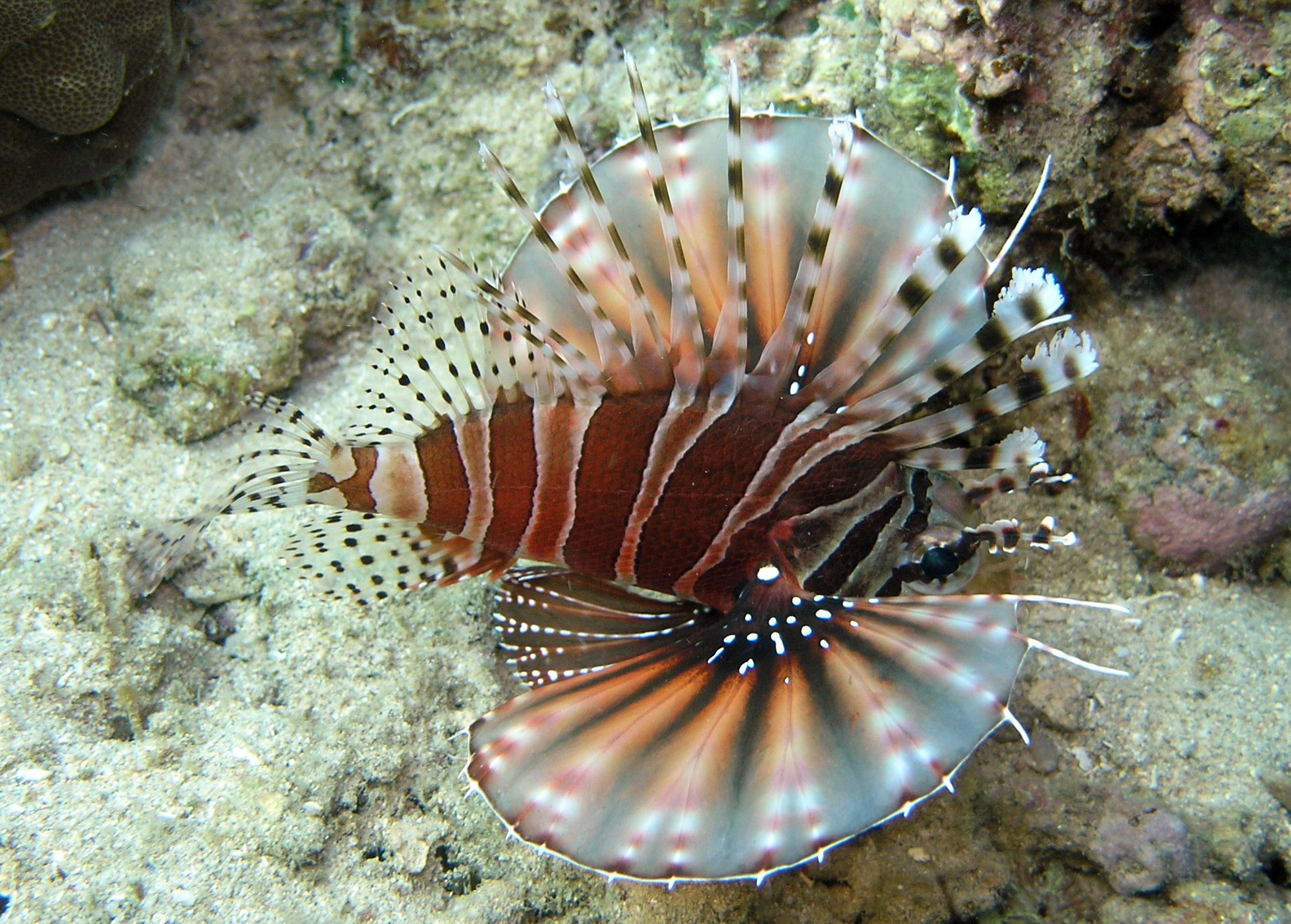
Dendrochirus zebra
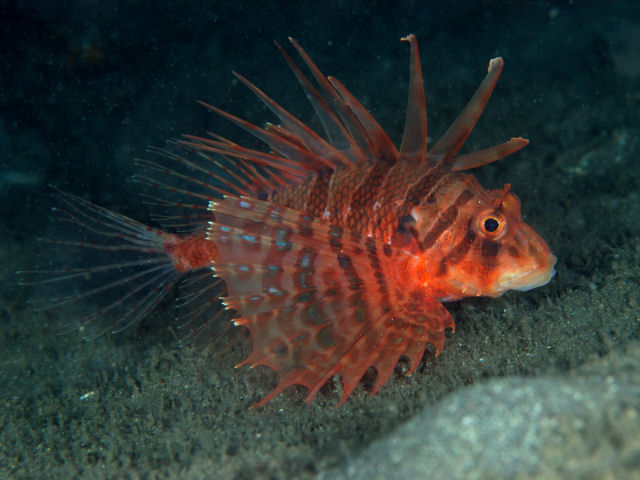
Ebosia bleekeri
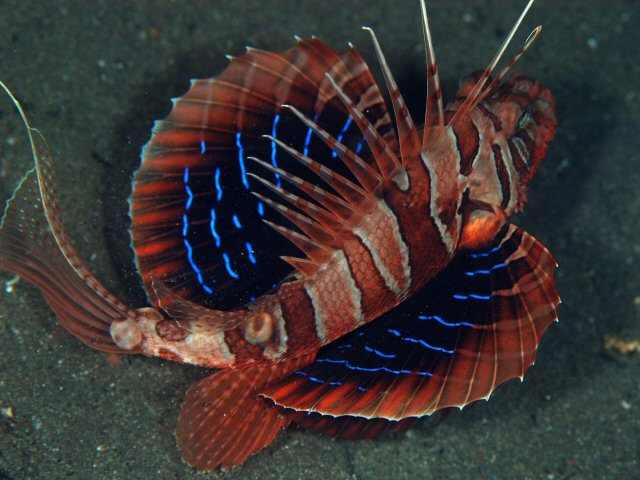
Parapterois heterura
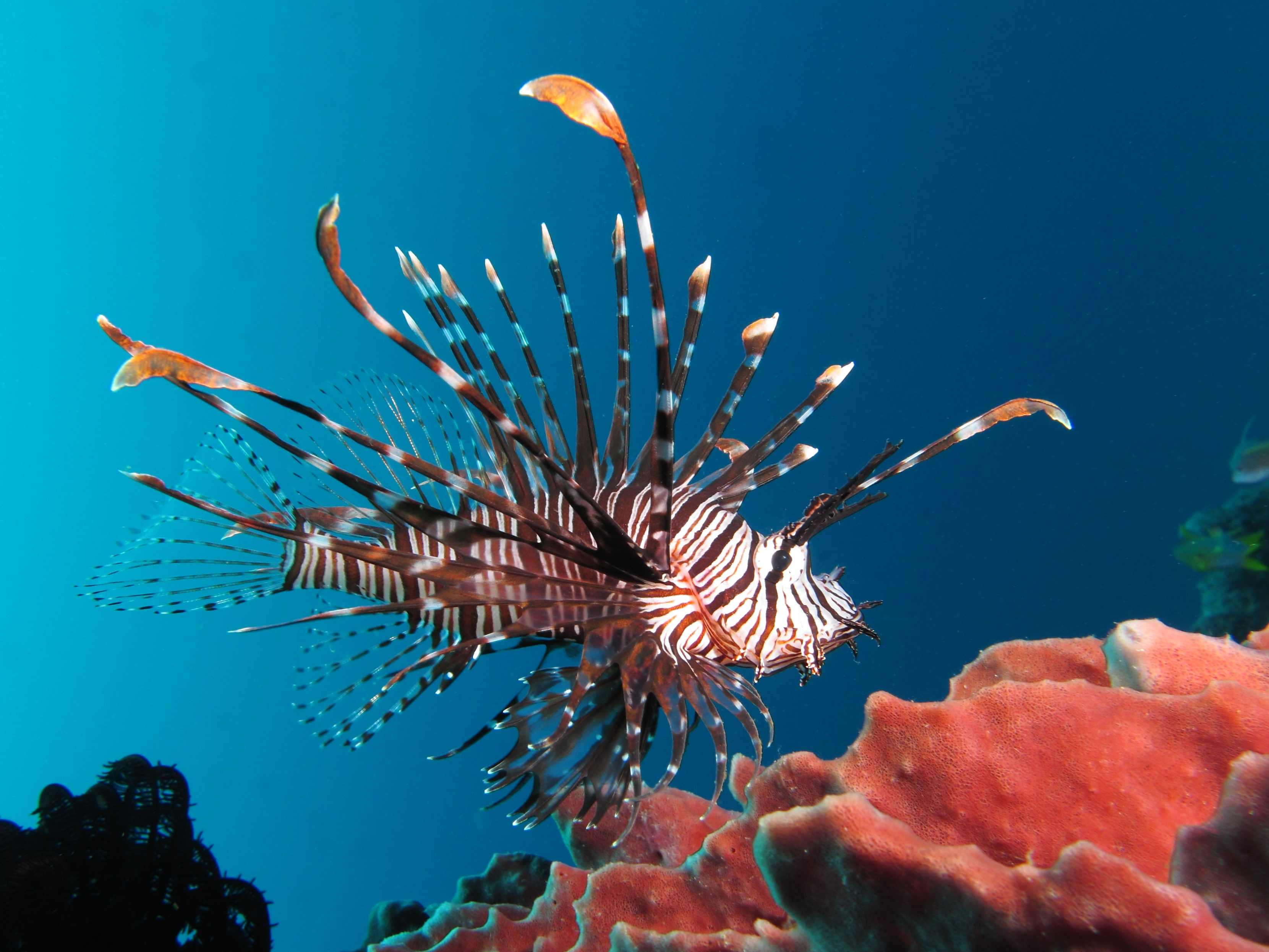
Pterois volitans
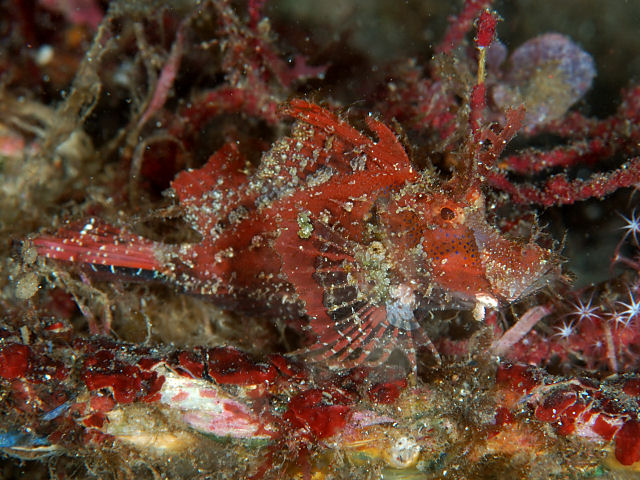
Hipposcorpaena filamentosa
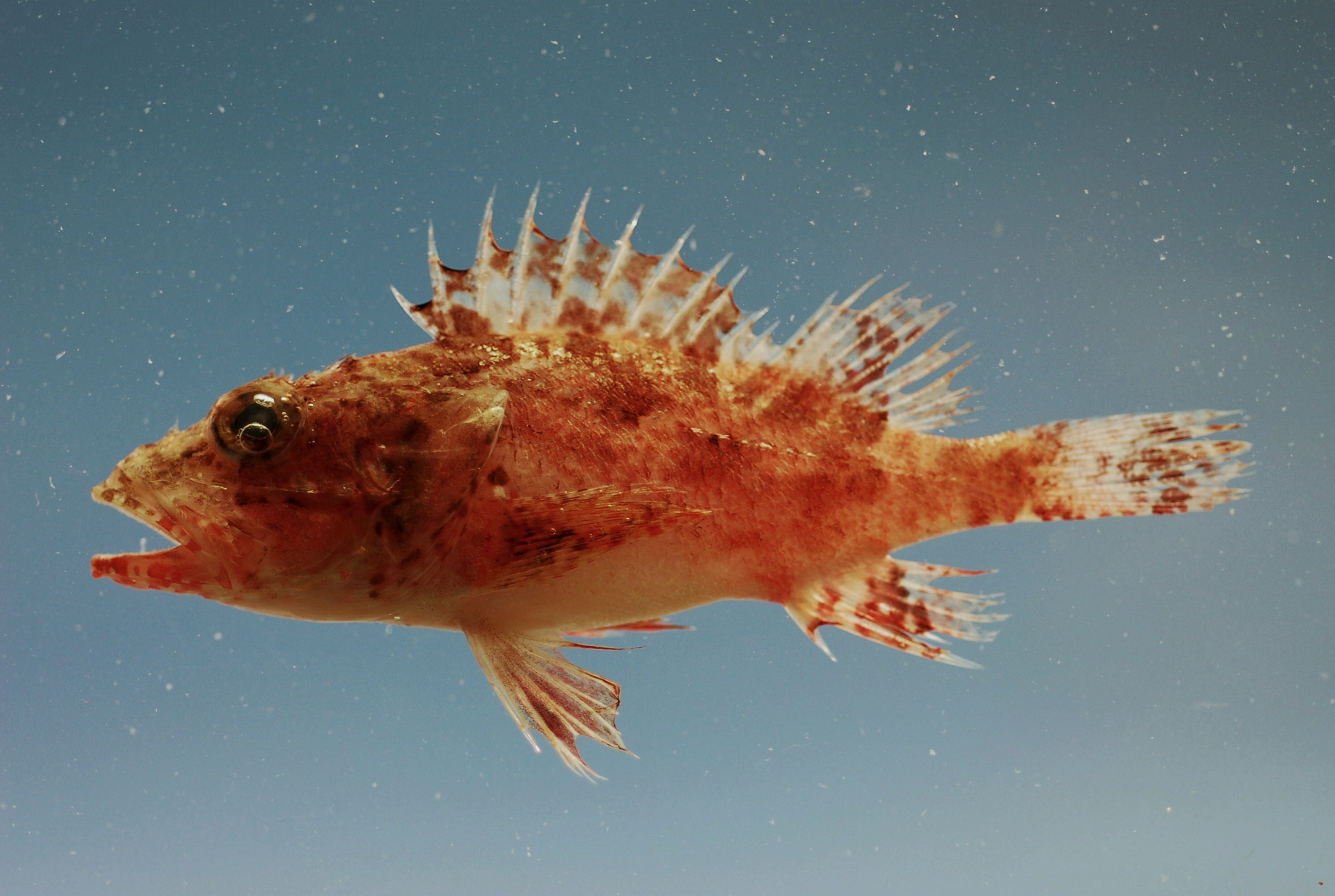
Neomerinthe hemingwayi
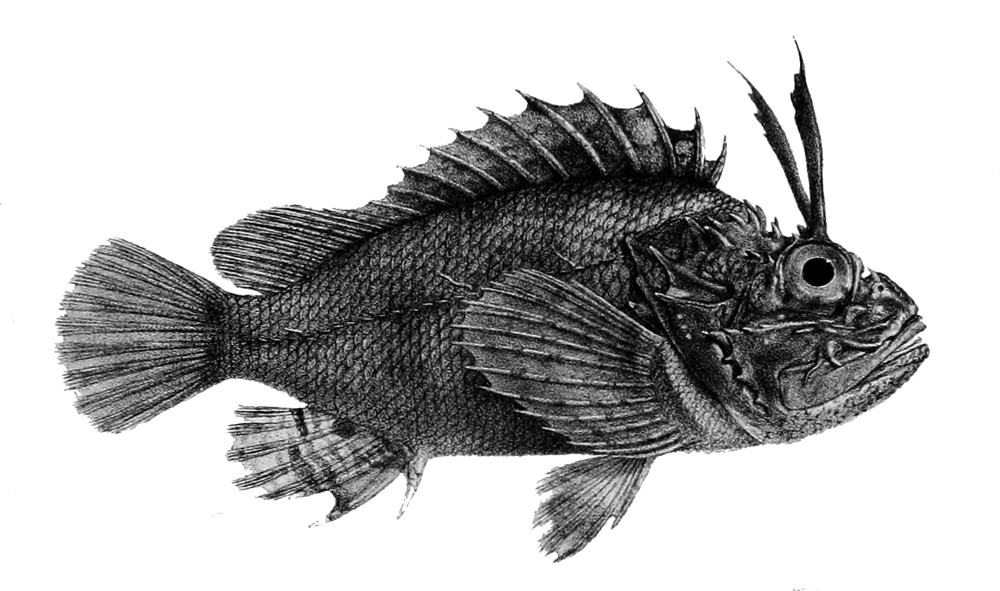
Parascorpaena mossambica
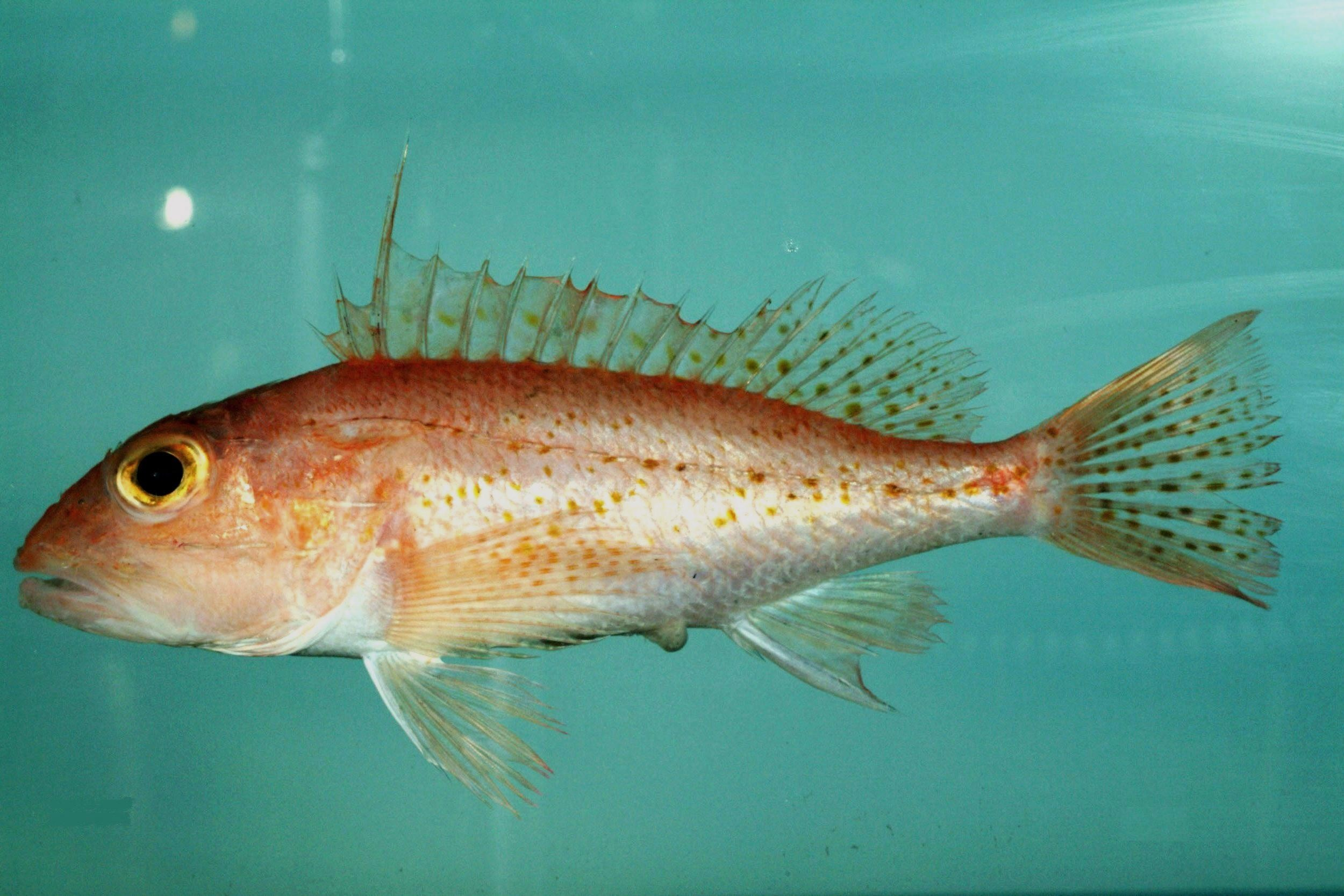
Pontinus longispinis
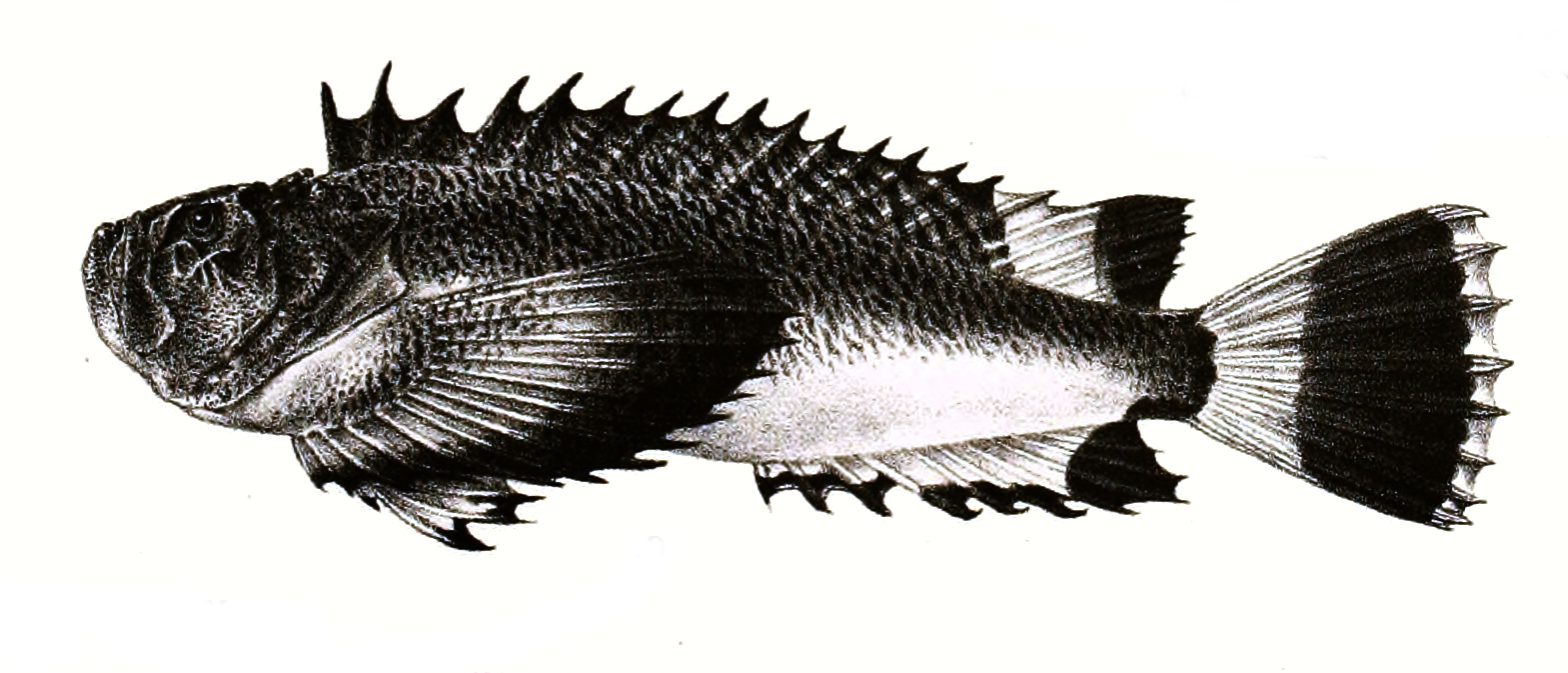
Pseudosynanceia melanostigma
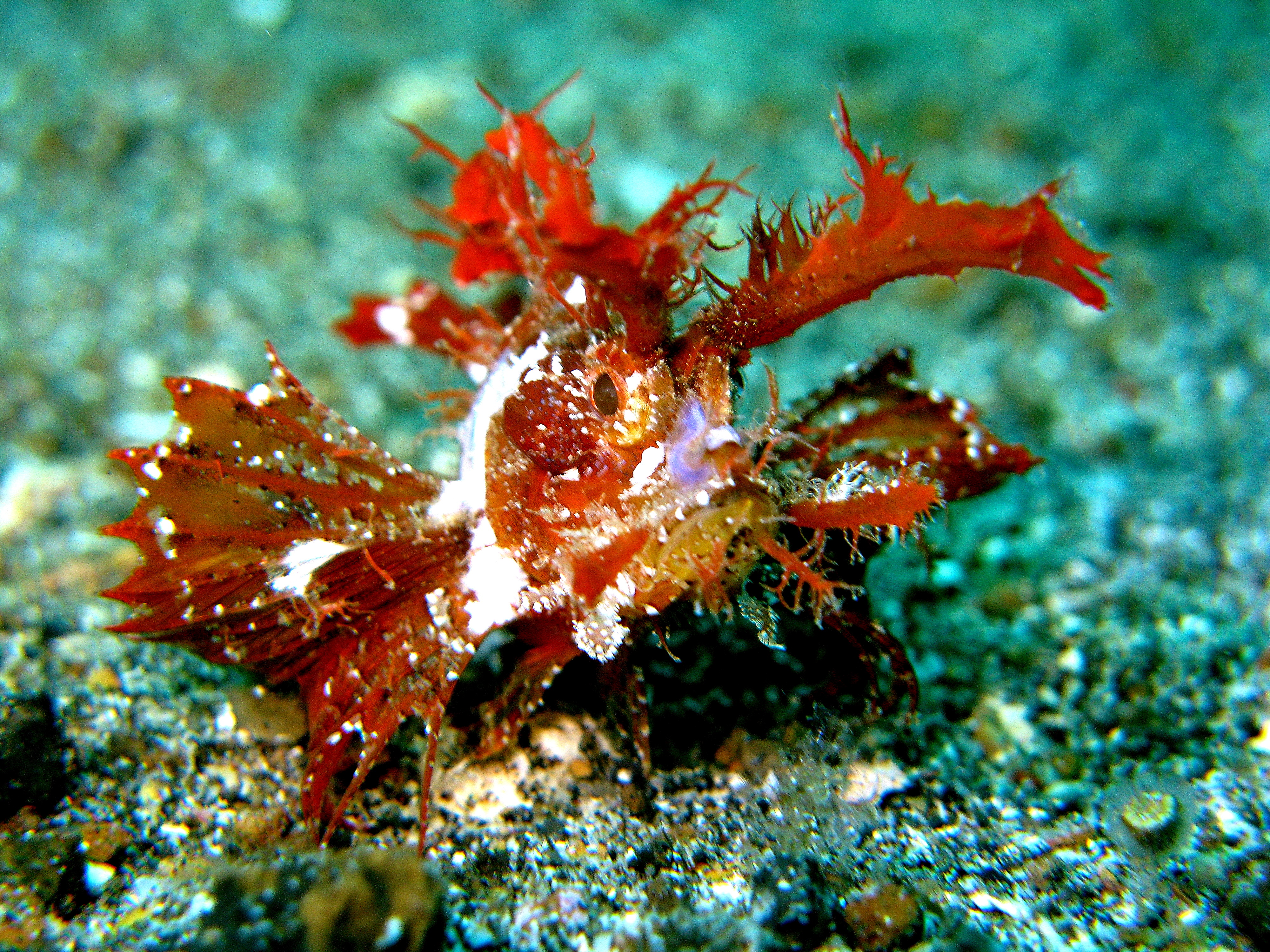
Pteroidichthys amboinensis
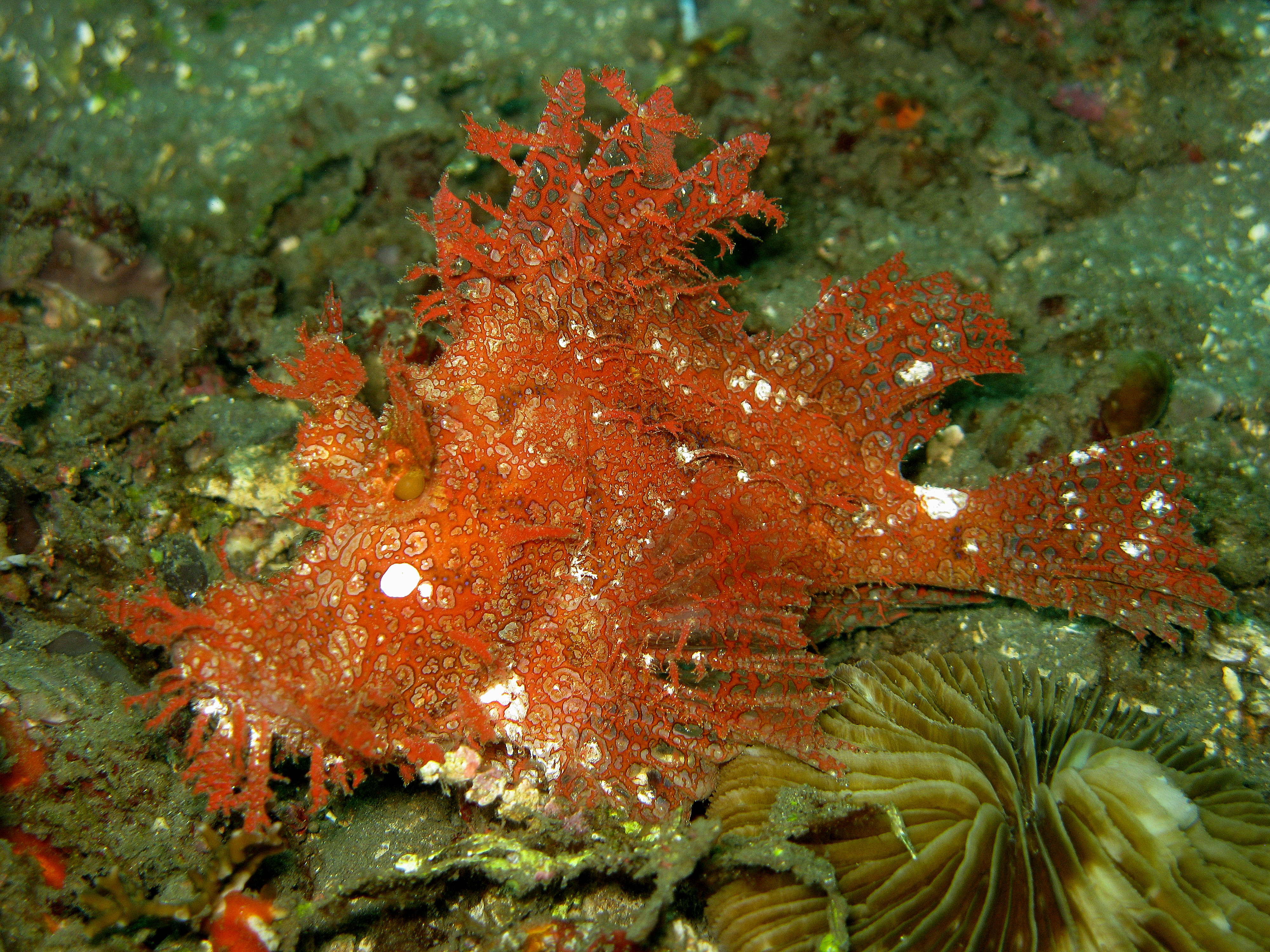
Rhinopias frondosa
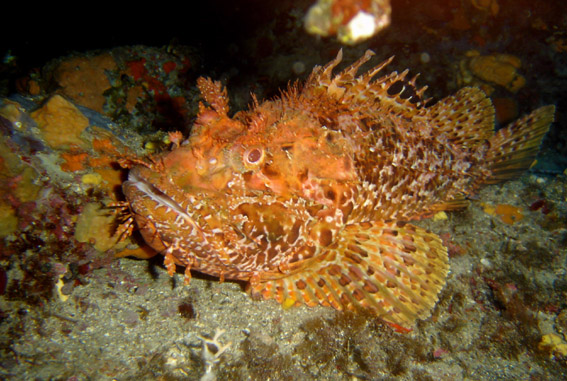
Scorpaena scrofa
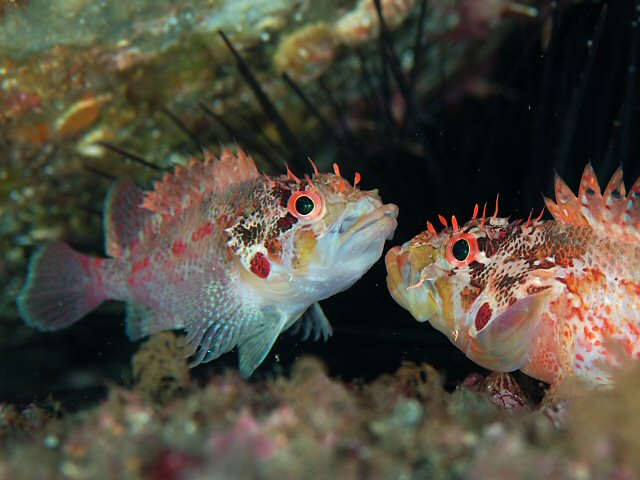
Scorpaenodes littoralis
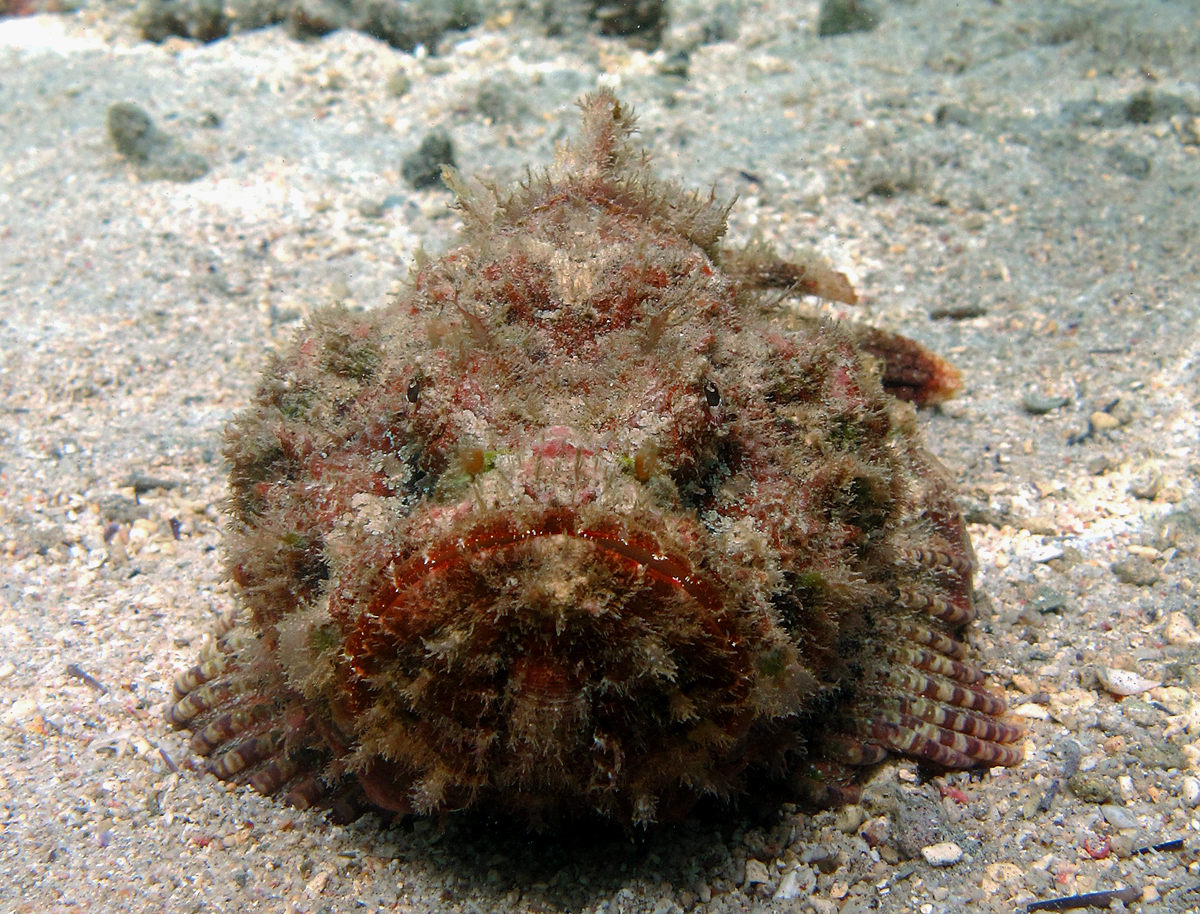
Scorpaenopsis diabolus
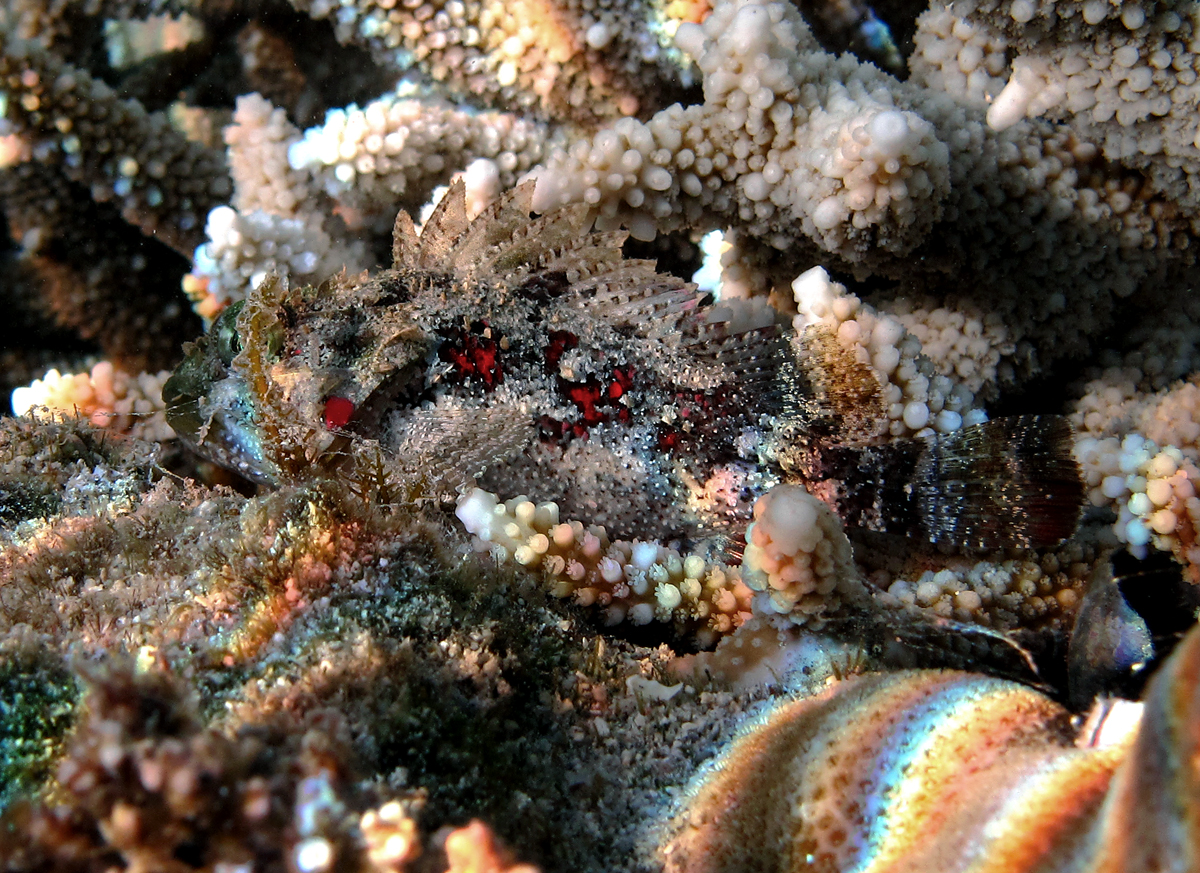
Sebastapistes mauritiana
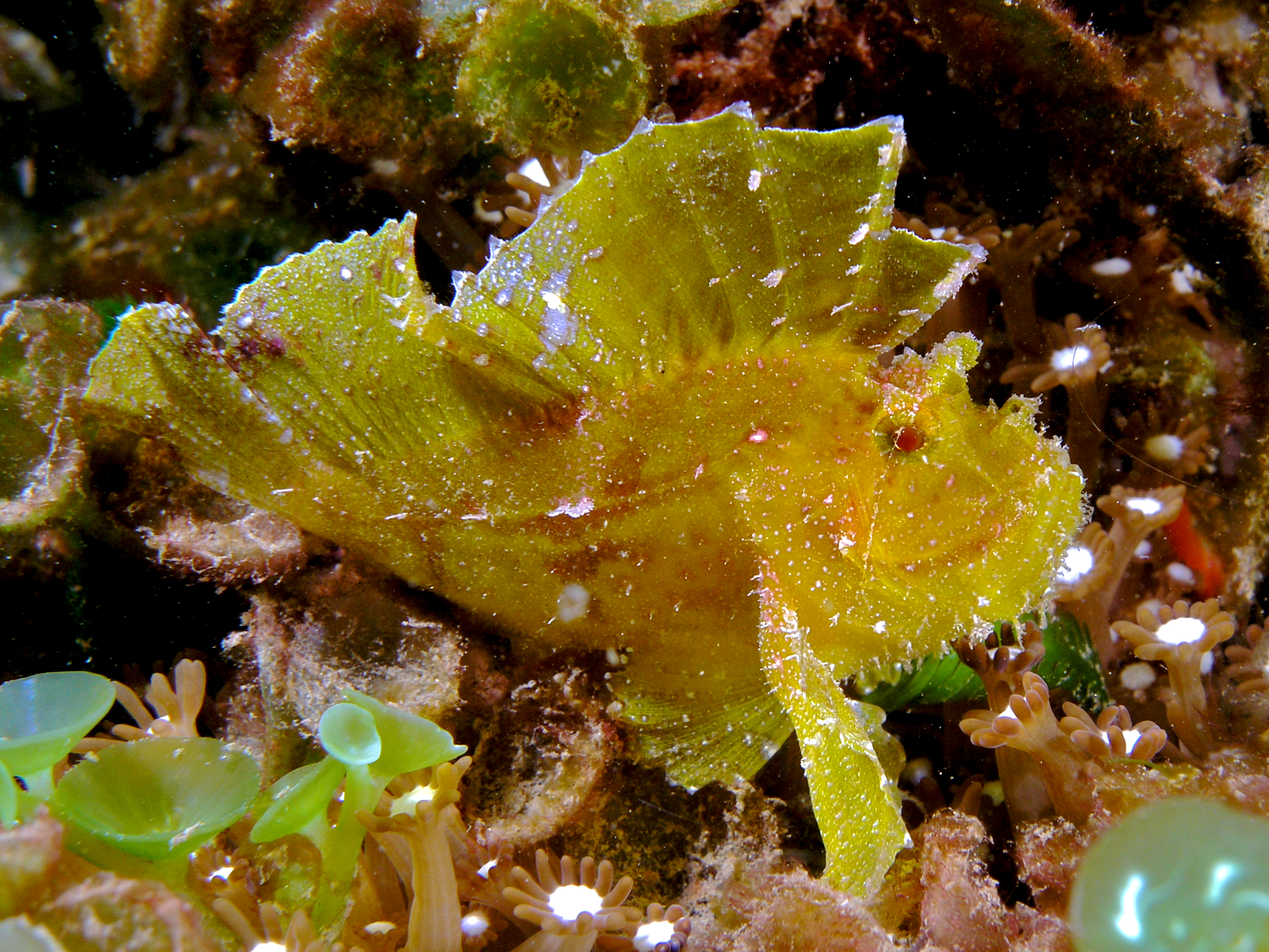
Taenianotus triacanthus